# Sjørslev (plaats)
Sjørslev is een plaats in de Deense regio Midden-Jutland, gemeente Silkeborg. De plaats telt 395 inwoners (2008).